# Тугов, Юрий Михайлович
Юрий Михайлович Тугов (19 октября 1926, Бодайбо, РСФСР, СССР — 7 января 1993, Москва, РФ) — советский и российский библиограф и библиографовед, кандидат философских наук, заслуженный работник культуры РСФСР, участник ВОВ.

## Биография
Родился 19 октября 1926 года в Бодайбо. В 1943 году был мобилизован в армию и отправлен на фронт, после ранения в 1944 году был демобилизован и был награждён Орденом Отечественной войны I степени. В 1944 году поступил в Горьковский ГУ, который он окончил в 1949 году, в том же году поступил на аспирантуру при Институте философии АН СССР, которую он окончил в 1952 году. В 1952 году был принят на работу в ГБЛ и проработал там всю свою жизнь.
Скончался 7 января 1993 года в Москве.

## Научные работы
Основные научные работы посвящены теории рекомендательной библиографии. Автор ряда научных работ.
- Выдвинул идею универсального звена в системе рекомендательно-библиографических пособий, реализуемого с помощью средств автоматизации.
- Выезжал в регионы РСФСР с целью помощи библиотекам внедрения передового опыта в их практику.